# Guilherme de Brito
Pour les articles homonymes, voir Brito.
Guilherme de Brito Bollhorst, né le 3 janvier 1922 à Rio de Janeiro et mort le 26 avril 2006 dans la même ville, est un compositeur brésilien de samba.

## Biographie
Guilherme de Brito Bollhorst naît le 3 janvier 1922 à Vila Isabel, Rio de Janeiro.
Il est le petit-fils d'un allemand et son père, Alfredo Nicolau Bollhorst, est un employé de la gare centrale du Brésil et joue de la guitare.
Comme il montre des aptitudes musicales dès son plus jeune âge, il reçoit à huit ans un cavaquinho, dont il joue à la maison et dans la rue, en échange de fruits que lui donne le marchand de quartier. Il troque rapidement le cavaquinho pour la guitare, à la fois en raison de la disproportion par rapport à sa taille et parce que l'instrument ne lui offre que peu de ressources pour composer. Son père meurt en 1934.
Il commence à composer en 1938. Lors d'une réunion de famille, il montre sa composition Meu dilema à son beau-frère, qui l'emmène à Rádio Roquette-Pinto et le présente au chanteur Augusto Calheiros qui, en 1955, enregistre la composition sur 78 tours, ainsi qu'une autre de ses chansons, Audiência divina. À cette époque, il commence à fréquenter le programme de l'auditorium de Rádio Tupi et fait ses débuts en tant que chanteur dans le Programa Aurora de Rádio Vera Cruz. C'est également à cette époque qu'Ademilde Fonseca inclut quatre de ses compositions dans le répertoire de ses spectacles : Explosão atômica, Castelo de madeira, Ponto final et Deslumbramento, sans les enregistrer. Il continue à composer en partenariat avec Pedro Caetano, Valdemar Gomes, Renato Gaetani et Leduvi de Pina. Peu après, ses compositions sont enregistrées par le Trio Irakitan et Pedro Caetano.
Il fréquente les salles de samba de la Praça Tiradentes, mais fait la connaissance de Nelson Cavaquinho à Ramos, dans la banlieue de Rio de Janeiro, lorsqu'il joue dans les botequins du quartier. Guilherme de Brito rentre du travail tard le soir et trouve Nelson Cavaquinho en train de jouer, si bien qu'il devient l'un de ses fans. Un jour, il s'aventure à lui montrer la première partie d'une samba qui n'éest pas encore terminée. Son nouvel ami est intéressé par l'ajout d'une deuxième partie et c'est ainsi que naît le partenariat qui va apporter au duo de grands succès.
En 1957, Raul Moreno enregistre A flor e o espinho, en partenariat avec Nelson Cavaquinho et Alcides Caminha, également enregistré par Elizeth Cardoso. Deux ans plus tard, en 1959, Orlando Silva enregistre Quando as aves emigram, pour Odeon, et en 1962, Palavra, pour RCA Victor, tous deux en partenariat avec Luduvi de Pina, ainsi que Lugar de solteira, qu'il écrit lui-même. Grâce au succès de ses chansons, il commence à se produire lors de spectacles au Teatro Opinião et dans des émissions de télévision.
En 1965, sa composition A flor e o espinho est incluse dans le LP Elizeth sobe o morro, d'Elizeth Cardoso, publié par le label Copacabana.
En 1970, le groupe Originais do Samba inclus la composition O bem e o mal dans son disque Samba é de lei (BMG). L'année suivante, Paulinho da Viola interprète Depois da vida, en partenariat avec Nélson Cavaquinho.
En 1974, Beth Carvalho enregistre deux de ses propres compositions, Miragem et Falência, toutes deux avec Nelson Cavaquinho. La même année, Elizeth Cardoso enregistre Quando eu me chamar saudade, sur le disque Mulata maior, publié par le label Copacabana, et Zuzuca do Salgueiro interprète Nome sagrado. Le générique du disque mentionne Nelson Cavaquinho, José Alcides et José Ribeiro au lieu de Nelson Cavaquinho, Guilherme de Brito et José Ribeiro de Souza. Toujours en 1974, Nelson Cavaquinho participe au disque Roda de samba nº 2 sur lequel il interprète Armas proibidas et Quero alegria. L'année suivante, sa samba Dois corações de cera remporte la troisième place au Festa da Penha Samba Contest. La même année, sur son disque Pandeiro e viola, Beth Carvalho interprète O dia de amanhã. Toujours en 1975, Paulo César Pinheiro interprète Tatuagem, sur le disque O importante é que nossa emoção soberviva, de Marcia, Eduardo Gudin et Paulo César Pinheiro, enregistre en direct à São Paulo.
En 1976, Clara Nunes interprèté Tenha paciência. L'année suivante, en 1977, Tião Motorista enregistre Dizem. L'année suivante, sur le disque De pé no chão, Beth Carvalho inclus Meu caminho, un partenariat avec Nelson Cavaquinho, et Vânia Carvalho, la sœur de Beth, joue un autre partenariat entre le duo, Minha honestidade vale ouro, sur son premier LP.
En 1980, Beth Carvalho interprète à nouveau Voltei. L'année suivante, Alcione enregistré Luto, Beth Carvalho interprète Deus me fez assim et Elizeth Cardoso, sur le disque Elizetíssima, inclus Quando eu me chamar saudade.
Plusieurs artistes importants de la MPB enregistrent ses compositions, que ce soit avec Nelson Cavaquinho ou avec d'autres compositeurs. Beth Carvalho, son interprète la plus fréquente,  enregistre Folhas secas, Louco, Lua vadia, Meu perdão, Se você me ouvse, Tenha paciência, Voltei et Miragem. Alcione interprète Luto et Folhas secas ; Nélson Gonçalves enregistre Meu velho coração, Quando eu me chamar saudade et O dono das calçadas, entre autres ; Elis Regina enregistre Folhas secas et Clara Nunes, Minha festa.
Parmi ses propres compositions, citons Minha terra, réalisée au Japon et enregistrée sur le CD Velha-guarda da Mangueira, ainsi que A flor e o espinho et Aquele despertar, cette dernière en partenariat avec son fils Juarez de Brito, enregistrée sur un CD produit par Katsonuri Tanaka pour le marché japonais.
Il enregistre également d'autres compositions, telles que Canção pra Conservatória, A flor e o espinho, Gotas de luar, Intriga, Mulher sem alma, Quero alegria, Quando eu me chama saudade, Tua saudade et Vou me abandonar, entre autres.
Nelson Cavaquinho, son partenaire le plus fidèle, enregistre également plusieurs chansons du duo, telles que A flor e o espinho, Pranto de poeta, A lágrima', Amor de mãe, Amor perfeito, A tua traição, Consciência, Deus me fez assim, Me esquece, Não é só você, Quando eu me chamar saudade, Sinal de paz, Tatuagem et Visita triste. Leny Andrade enregistre également certaines de ses propres chansons avec Nélson Cavaquinho : O bem e o mal, Quem chora tem sempre razão, A flor e o espinho et Folhas secas. Fagner, l'un de ses partenaires, enregistre Distância et Paulinho da Viola interprète Depois da vida.
Parmi ses interprètes, Elza Soares enregistre de sa voix rauque Saudade a minha inimiga et Erva daninha. Guilherme de Brito, père de famille bohème, compose la chanson Herdeiro pour son fils Juarez de Brito et A vida pour son petit-fils Guilherme Alexandre, enregistrée par Carlos Galhardo, ainsi que Nena pour sa femme Artemisa Figueiredo Bollhorst. Meus 15 anos, dédiée à sa fille Diana, est enregistrée par Ruth Amaral, Minha santa, pour sa mère Marieta de Brito, et Luto, dédiée à sa belle-mère D. Lica.
Parmi ses nombreux interprètes, citons Nora Ney, la première à enregistrer Quando eu me chamar saudade, son ami Cartola qui enregistre Pranto de poeta, Herculano Belém dans Corpo e alma, João Dias dans É tão triste cair, Mara Silva dans Lenço branco, Nuno Rolan dans Nunca te amei, Ademilde Fonseca dans Choro do adeus, et Carmim Murci dans A última rodada.
En 1997, à l'invitation du producteur Rildo Hora, il participe au CD Casa de samba volume 2, sur lequel il est en duo avec Fagner. L'année suivante, BMG publie le CD Chico Buarque de Mangueira, sur lequel le chanteur interprète Folhas secas.
En février 2000, aux côtés de Leny Andrade, Gilson Peranzzetta, Beto Cazes et Juarez de Brito, il participe à l'un des quatre blocs de la série de spectacles du Centre culturel Banco do Brasil (CCBB) en l'honneur du 90e anniversaire de Nelson Cavaquinho, scénarisé et dirigé par Ricardo Cravo Albin. En 2000 également, le musée Guilherme de Brito, Nélson Gonçalves, Silvio Caldas et Gilberto Alves est inauguré dans la ville de Conservatória, en l'honneur de ces quatre grands noms de la musique populaire brésilienne. En 2000, sa composition Folhas secas est incluse dans la compilation 100 Anos de Música popular Brasileira, produite par Ricardo Cravo Albin pour EMI-Music. L'année suivante, il présente, avec Marcos Sacramento, le spectacle Homenagem a Nelson Cavaquinho, dans le cadre du projet Galeria dá Samba au théâtre Galeria de Rio de Janeiro. La même année, le cinéaste André Sampaio  commence à tourner un documentaire sur le compositeur. Toujours en 2001, il sort le CD Samba guardado sur le label Lua Discos de São Paulo, sur lequel il interprète plusieurs de ses compositions : A canoa virou et A vegetariana, tous deux en partenariat avec son fils Juarez de Brito, Pomba da paz, Me esquece, Choro do adeus et O bem querer, tous en partenariat avec Nelson Cavaquinho, et Cinza (avec Renato Gaetani et Nelson Cavaquinho), Abismo et Jogo desonesto, ce dernier en partenariat avec Nelson Sargento. Le disque comprend des apparitions spéciales de Cássia Éller sur Erva daninha (avec Nelson Cavaquinho) et de Luiz Melodia sur Maria. Toujours en 2001, Nelson Sargento, Soraya Ravenle et le groupe Galo Preto présentent le spectacle O Dono das calçadas en l'honneur de Nelson Cavaquinho au théâtre João Caetano de Rio de Janeiro. Plusieurs de leurs chansons y figurent. La même année, le groupe sort l'album O dono das calçadas, qui comprend, entre autres, Minha honestidade vale ouro (Nelson Cavaquinho et Guilherme de Brito), A flor e o espinho (Nelson Cavaquinho, Guilherme de Brito et Alcides Caminha) et Pranto de poeta (Nelson Cavaquinho et Guilherme de Brito). Beth Carvalho présente le spectacle Nome sagrado en l'honneur de Nelson Cavaquinho au théâtre Rival. Le mois suivant, en octobre 2001, la chanteuse sort l'album Nome sagrado - Beth Carvalho canta Nelson Cavaquinho. Avec 20 compositions de Nelson Cavaquinho, Beth Carvalho réinterprète l'œuvre du compositeur et inclut, entre autres, Minha festa, A flor e o espinho, Nome sagrado. Sur le même disque, Guilherme de Brito fait une apparition spéciale sur le titre Pranto de poeta, qu'il a écrit en partenariat avec Nelson Cavaquinho.
En 2002, Eduardo Granja Coutinho publie un livre intitulé Velhas histórias, memórias futuras, dans lequel l'auteur fait plusieurs fois référence au compositeur.
En 2003, le groupe Tira Poeira réenregistre Folhas secas. La même année, il sort le CD A flor e o espinho avec de nouvelles compositions et des réenregistrements de certains de ses nombreux succès. Accompagné par le groupe Trio Madeira Brasil (Marcelo Gonçalves : guitare à sept cordes ; José Paulo Becker : guitare et Ronaldo do Bandolim : mandoline), le disque comprend des apparitions spéciales de Beth Carvalho, sur le titre Folhas secas, et de Fagner, sur le titre Distância, en partenariat avec lui. Sont également inclus Quando eu me chama saudade, Minha festa, O dono das calçadas, Garça, Pranto de poeta, l'inédit Meu violão et le titre A flor e o espinho, en partenariat avec Nelson Cavaquinho et Alcides Caminha. La même année, le livre Luto e melancolia na música popular brasileira de José Novaes est  publié, dans lequel l'auteur cite de nombreuses compositions de Guilherme de Brito en partenariat avec Nelson Cavaquinho. Le livre est lancé au Bip Bip Bar de Copacabana en présence de plusieurs des artistes cités : Guilherme de Brito, Beth Carvalho et Cristina Buarque, entre autres. Toujours en 2003, Eliane Faria inclut Folhas secas dans le CD Alma feminina, publié par le label ICCA (Instituto Cultural Cravo Albin).
En 2004, son disque A flor e o espinho est nommé pour le Tim Award dans la catégorie "Meilleur disque de samba". La même année, il se produit à Toca do Rato, une roda de samba organisée par le compositeur Ratinho, avec lequel il est également partenaire pour des chansons encore inédites. La même année, Beth Carvalho, avec la participation spéciale du violoniste français Nicolas Krassik, inclus Folhas secas dans le DVD Beth Carvalho - a madrinha do samba, enregistré en direct au Canecão à Rio de Janeiro.
Guilherme de Brito Bollhorst est hospitalisé le 2 avril 2006 pour des problèmes respiratoires et son état s'aggrave à la suite d'une crise cardiaque. Il reste dans le coma pendant plus de 15 jours.
Il meurt le 26 avril dans sa ville natale.

## Postérité
En 2007, sur le label Atração Fonográfica, il a publié le CD Folhas secas, produit par Katsunori Tanaka et Henrique Cazes, sur lequel il a interprété ses propres compositions Delírio, Intriga, Eu vou abandonar me, Encontro marcado, Tua saudade, Canção pra Conservatória, Miragem, Quando eu me chamar saudade, Palco vazio, A noite de nós dois, Aquele despertar et le titre Folhas secas, en partenariat avec Nelson Cavaquinho). Sur ce disque, il était accompagné de Rafael Rabello (guitare à sept cordes), Paulão (guitare à six cordes), Cláudio Jorge (guitare à six cordes), Henrique Cazess (cavaquinho et guitare ténor), Beto Cazes (pandeiro), Mestre Marçal (cuíca et tamborim), Luna (surdo), Chiquinho (accordéon), Paulo Sérgio Santos (clarinette et saxo soprano), Joel Nascimento (mandoline), Zeca Assumpção (basse) et un chœur composé de Nélson Sargento, Paulão Sete Cordas, Dinorah, Clarice et Beto Cazes.
Publié en 2011 par le label Discobertas du chercheur Marcelo Fróes, en partenariat avec le label ICCA (Instituto Cultural Cravo Albin), le coffret 100 Anos de Música popular Brasileira est composé de quatre doubles CD contenant huit 33 tours remastérisés. Les disques ont été initialement publiés en 1975, dans une collection produite par le critique musical et diffuseur Ricardo Cravo Albin, sur la base de ses émissions radiophoniques MPB 100 AO VIVO, avec des enregistrements en direct réalisés dans l'auditorium de Rádio MEC entre 1974 et 1975. Beth Carvalho a interprété les titres Folhas secas et A flor e o espinho sur le CD volume 7.
En 2016, le chanteur de São Paulo Rômulo Fróes a sorti le CD Rei Vadio en l'honneur de Nelson Cavaquinho, compositeur de Mangeiro, sur le label Sesc. Il a interprété 14 de ses compositions, dont le titre Mulher sem alma, fruit d'un partenariat avec Nelson Cavaquinho.